# Hart
Hart er et efternavn.
- Beth Hart, amerikansk sanger.
- Bret Hart, canadisk wrestler.
- Doris Hart, amerikansk tennisspiller.
- Heinrich Hart, tysk forfatter.
- Joe Hart,  engelsk fodboldmålmand.
- Julius Hart, tysk forfatter.
- Kevin Hart,  amerikansk skuespiller og komiker.
- Kitty Carlisle Hart, amerikansk skuespillerinde.
- Louise Hart, dansk sanger.
- Marvin Hart, amerikansk bokser.
- Michael Hart, amerikansk forfatter og opfinder.
- Miranda Hart, engelsk skuespiller, komiker og forfatter.
- Oliver Hart, flere personer med dette navn.
- Owen Hart, canadisk wrestler.